# Roberto Fernández (ur. 1954)
Roberto Eladio Fernández Roa (9 lipca 1954) – paragwajski piłkarz  noszący przydomek Gato, bramkarz. Wzrost 192 cm, waga 82 kg.
Urodzony w Asunción Fernández rozpoczął karierę piłkarską w 1973 roku w klubie Club River Plate. W 1976 roku zadebiutował w reprezentacji Paragwaju - 10 marca w zremisowanym 2:2 meczu z Urugwajem. Jeszcze w tym samym roku przeniósł się do Hiszpanii, gdzie 24 października zadebiutował w barwach klubu Español Barcelona w wygranym 2:0 meczu przeciwko Elche CF. Razem z hiszpańskim klubem wziął udział w Pucharze UEFA w sezonie 1976/77, docierając do 1/8 finału. W Españolu grał do 1978 roku - rozegrał w nim w sumie 27 meczów. Po powrocie do ojczyzny został w 1979 roku zawodnikiem klubu Cerro Porteño.
Będąc piłkarzem klubu Cerro Porteño wziął udział w turnieju Copa América 1979, gdzie Paragwaj zdobył tytuł mistrza Ameryki Południowej. Fernández zagrał w ośmiu meczach - obu z Ekwadorem, u siebie z Urugwajem, u siebie z Brazylią (stracił bramkę), na wyjeździe z Brazylią (stracił 2 bramki), u siebie z Chile, na wyjeździe z Chile (stracił bramkę) oraz w dodatkowym, decydującym o mistrzostwie Ameryki Południowej pojedynku z Chile na Estadio José Amalfitani w Buenos Aires.
W 1980 roku razem z klubem Cerro Porteño sięgnął po tytuł wicemistrza Paragwaju.
Nadal jako gracz klubu Cerro Porteño wziął udział w turnieju Copa América 1983, gdzie Paragwaj nie zdołał obronić mistrzowskiego tytułu. Fernández zagrał w obu półfinałowych meczach z Brazylią, tracąc bramkę w pierwszym spotkaniu, rozegranym w Asunción.
Wkrótce po mistrzostwach kontynentalnych Fernández przeniósł się do Kolumbii, gdzie grał w klubie Deportivo Cali. Jako piłkarz klubu Deportivo Cali był w kadrze reprezentacji podczas eliminacji finałów mistrzostw świata w 1986 roku, w których zagrał we wszystkich czterech meczach - dwóch z Chile i dwóch z Kolumbią, tracąc 2 bramki w każdym z meczów wyjazdowych. Następnie wziął udział w finałach mistrzostwa świata w 1986 roku, gdzie Paragwaj dotarł do 1/8 finału. Fernández zagrał we wszystkich czterech meczach - z Irakiem, Meksykiem (stracił bramkę), Belgią (stracił 2 bramki) i Anglią (stracił 3 bramki). W meczu z Meksykiem obronił rzut karny egzekwowany przez Hugo Sancheza, dzięki czemu uratował remis 1:1.
Wciąż będąc piłkarzem klubu Deportivo Cali wziął udział w turnieju Copa América 1987, gdzie Paragwaj odpadł już w fazie grupowej. Fernández zagrał we wszystkich dwóch meczach - z Boliwią i Kolumbią (stracił 3 bramki). W Deportivo Cali grał do 1988 roku, po czym w 1989 roku wrócił do Paragwaju i został bramkarzem klubu Cerro Porteño.
Jako piłkarz klubu Cerro Porteño wziął udział w turnieju Copa América 1989, gdzie Paragwaj zajął czwarte miejsce. Fernández zagrał w sześciu meczach - trzech w fazie grupowej z Peru (stracił 2 bramki), Kolumbią i Wenezuelą oraz we wszystkich trzech meczach fazy finałowej z Urugwajem (stracił 3 bramki), Brazylią (stracił 3 bramki) i Argentyną. Jedynie w grupowym meczu z Brazylią w bramce Paragwaju stał Rubén Ruiz Díaz.
Zagrał także w dwóch meczach eliminacyjnych do finałów mistrzostw świata w 1990 roku - wyjazdowym z Ekwadorem (stracił 3 bramki) i wyjazdowym z Kolumbią (stracił 2 bramki). W końcowym okresie gry w reprezentacji był już tylko zmiennikiem Jose Luisa Chilaverta. W 1990 roku razem z klubem Cerro Porteño zdobył swój pierwszy tytuł mistrza Paragwaju.
Fernández w 1991 roku przeszedł do brazylijskiego klubu SC Internacional, w którym grał do 1993 roku. Razem z klubem Internacional dwukrotnie zdobył mistrzostwo stanu Rio Grande do Sul (Campeonato Gaúcho) - w 1991 i 1992 roku - oraz wicemistrzostwo w 1993 roku.
W 1994 roku rozegrał 35 meczów w klubie SE Palmeiras i w ten sposób przyczynił się do zdobycia przez klub tytułu mistrza stanu São Paulo (Campeonato Paulista). W 1995 roku wrócił do Paragwaju, gdzie do chwili zakończenia kariery w 1997 roku grał w klubie Cerro Porteño. Na rok przed zakończeniem kariery, w 1996 roku, zdążył jeszcze razem ze swym klubem zdobyć drugi w swej karierze tytuł mistrza Paragwaju.
Ostatni raz w karierze zagrał w ligowym meczu Cerro Porteño przeciwko Sportivo Luqueño. Miał wówczas 43 lata, co czyniło go najstarszym grającym zawodowo bramkarzem w historii paragwajskiego futbolu.
W latach 1976–1989 Fernández rozegrał w reprezentacji Paragwaju 78 meczów, w których stracił 88 bramek. Zaliczył aż 9 startów w turnieju Copa Libertadores - jednak każdy z nich był nieudany, gdyż klub Fernándeza kończył na etapie grupowym lub w 1/8 finału. Sześciokrotnie wystąpił w Pucharze Wyzwolicieli w barwach klubu Cerro Porteño, dwukrotnie grając w Deportivo Cali i raz razem z klubem Palmeiras.
Prezentowany przez niego refleks oraz miękka, kocia zwinność, zyskały mu przydomek Gato, czyli kot.
Po zakończeniu kariery piłkarskiej pracował jako kierownik zarządu swego pierwszego klubu - River Plate. Także jego syn, Roberto "Gatito" Fernández, jest zawodowym bramkarzem, wchodzącym obecnie w skład kadry klubu Cerro Porteño.